# Woodbridge (Ontario)
Woodbridge è una vasta comunità suburbana della città di Vaughan, a nord di Toronto nell'Ontario meridionale. Si trova a ovest della strada Highway 400 a est della Highway 50, North of Steeles Ave, e a sud della Major MacKenzie Dr W. Prima del 1971 era una città indipendente per essere poi unita con le comunità limitrofe per formare la città di Vaughan . Il suo centro tradizionale è la Woodbridge Avenue, situata tra la Islington Avenue e Kipling Avenue nord della Highway 407. Nel 2016, la comunità di Woodbridge ha la più grande concentrazione di italo-canadesi in Canada (55.960, 53,5% della popolazione totale).